# Cylindromyrmex whymperi

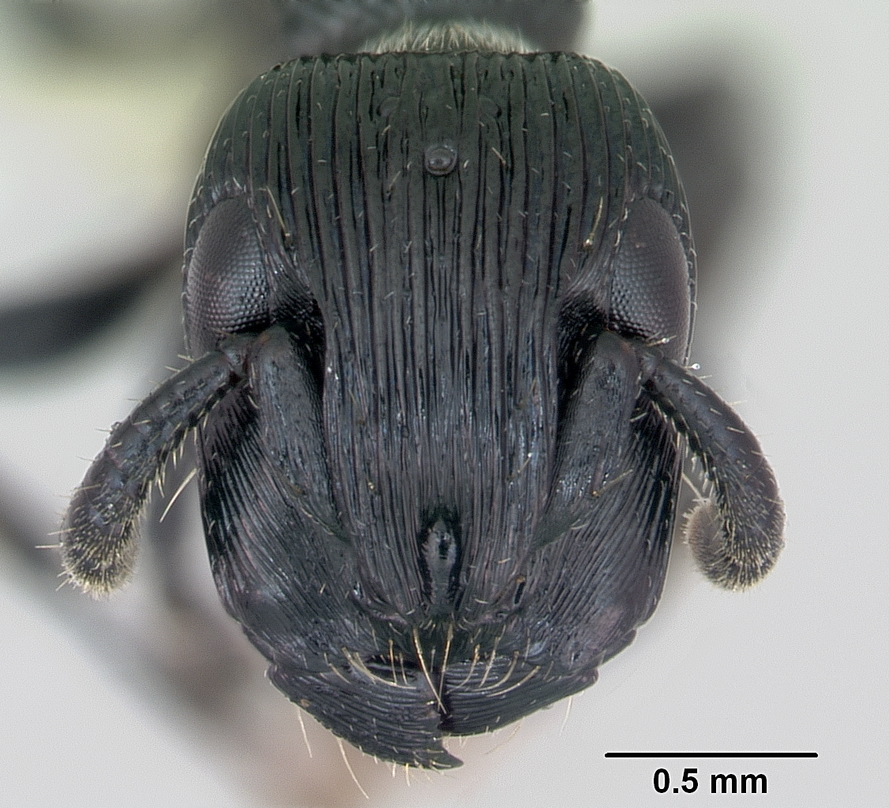
Cylindromyrmex whymperi

Cylindromyrmex whymperi (лат.) — вид тропических муравьёв рода Cylindromyrmex (Formicidae). Специализированы на питании различными видами термитов (термитофагия).

## Распространение
Неотропика. Центральная и Южная Америка (от Мексики до Перу), Галапагосские острова.

## Описание
Мелкие узкотелые муравьи с короткими ногами и удлинённой головой. Длина тела от 5 до 7 мм (самки и самцы до 8 мм). Отличаются более тонкими продольными бороздками (в задней трети головы их около 25) и крупными выпуклыми глазами. Основная окраска чёрная и блестящая; ноги светлее. Голова, грудь и стебелёк покрыты глубокими продольными бороздками. Усики короткие, скапус достигает лишь половины длины головы. Обитают в древесных полостях и в термитниках. Биология малоисследована. Хищники, термитофаги.

## Классификация
Вид был впервые описан в 1891 году под первоначальным названием Holcoponera whymperi, имеет сложную таксономическую историю, до 1998 года считался синонимом других таксонов. Ранее, или включался в состав трибы Cylindromyrmecini, которая относилась к подсемейству Ponerinae, или в подсемейство Cerapachyinae. С 2016 года относится к Dorylinae.